# Архий (сын Анаксидота)
Архий (др.-греч. Ἀρχίας) — македонский флотоводец, живший в IV веке до н. э.

## Биография
Архий, сын Анаксидота, был знатным македонянином родом из Пеллы.
Архий участвовал в походах Александра Македонского. Он упомянут в числе триерархов во время битвы битвы на Гидаспе 326 года до н. э. В 325—324 годах до н. э. Архий участвовал в плавании из дельты Инда в Персидский залив в качестве одного из ближайших доверенных лиц командующего экспедицией Неарха. Ему была отведена одна из ключевых ролей при захвате некоего города ихтиофагов, предположительно, в заливе Гвадар.
В конце этого путешествия Архий находился среди ближайших сподвижников Неарха, предпринявших марш-бросок, чтобы доложить об успехе морской экспедиции Александру, с нетерпением ожидавшему в Кармании вестей о судьбе флота. Это, по мнению канадского исследователя В. Хеккеля, характеризует Архия как человека, приближённого к Александру и его главным сподвижникам. По пути к Александру, Неарх с Архием встретили разведчиков, которых царь отправил на их поиски. Путешественники были настолько измученными, грязными и обросшими, что их едва узнали.
Вскоре после возвращения в Вавилон Александр стал готовиться к походу в Аравию. Было решено предварительно направить для исследования местности несколько кораблей под началом опытных навархов — Архия, Андросфена и Гиерона. Весной 324 года до н. э. Архий на триаконтере отплыл из устья Евфрата и достиг острова Тила. Дальше он не решился продолжить путешествие и вернулся обратно.
Дальнейшая судьба Архия неизвестна.

## Оценки
Арриан писал, что Архий «среди македонян был в большой славе». Ф. Шахермайр охарактеризовал Архия в качестве «одного из лучших македонских мореплавателей».

## В культуре
Архий является одним из персонажей исторической повести Любови Воронковой об Александре Македонском «В глуби веков».